# Абзаково (Белорецкий район)
Абза́ково (баш. Абҙаҡ) — село в Белорецком районе Башкортостана, центр Абзаковского сельсовета. Согласно переписи 2020 года население составляло 1300 человек.
Неподалёку расположен горнолыжный курорт «Абзаково».

## Географическое положение
Село расположено на реке Кульсагады (приток реки Малый Кизил), в 20 км к юго-востоку от города Белорецка, 65 км к северо-западу от города Магнитогорска и 5 км к северо-западу от железнодорожной станции Новоабзаково. Окружено горами Бикембет и Халмаурды хребта Крыктытау. На северо-западе расположен становой водораздельный хребет Уралтау, истинная граница Европы и Азии.

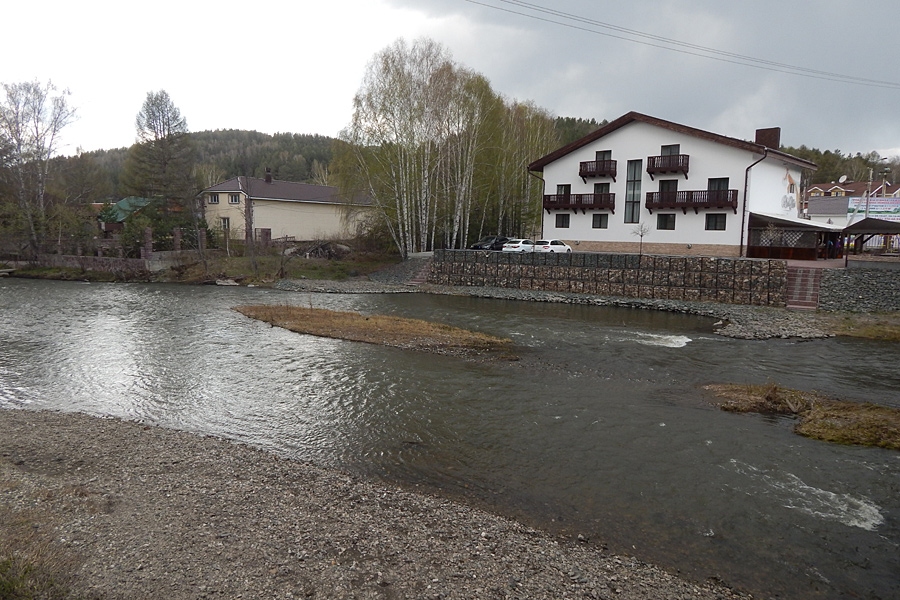
Курорт Абзаково

## История
Основано приблизительно в 1745 году башкирами Кубелякской волости Ногайской дороги на собственных землях. Названо по имени волостного старшины Абзака Баимова. Прежнее название местности Тубяк (баш. Төбәк).
Абзак Баимов — сын тархана Баима Кидраева, основоположника села Баимова Абзелиловского района.
В настоящее время на территории села расположены средняя школа, амбулатория, дом культуры, библиотека, мечеть, детский оздоровительный комплекс МУ «Отдых» города Магнитогорска, ряд гостиниц.

## Население
| 2002 | 2009  | 2010  |
| ---- | ----- | ----- |
| 1286 | ↗1538 | ↘1331 |

## Религия
В селе есть мечеть Айша.

## Известные люди
- Аккучукова, Роза Сабирьяновна (1950 — 2021)  — народная артистка Башкортостана;
- Айгиз Гиззатович Баймухаметов (р. 1988) — председатель правления Союза писателей Башкортостана, главный редактор республиканского молодёжного журнала «Шонкар», лауреат государственной молодёжной премии имени Шайхзады Бабича.